# 3689 Yeates
3689 Yeates eller 1981 JJ2 är en asteroid i huvudbältet som upptäcktes den 5 maj 1981 av den amerikanska astronomen Carolyn S. Shoemaker vid Palomar-observatoriet. Den är uppkallad efter den australiensiske geologen Anthony N. Yeates.
Asteroiden har en diameter på ungefär 14 kilometer.